# Ordre du Défenseur du Royaume
L’ordre du Défenseur du Royaume (en malais : Darjah Yang Mulia Pangkuan Negara) est un ordre honorifique malaisien.

## Historique
Créé le 6 août 1958 par Abdul Rahman, roi de Malaisie, pour services méritoires rendus à l'État, l'ordre est toujours actif.

## Grades
L'ordre comprend cinq grades et une médaille.
- Grand commandeur (SMN)
- Commandeur (PMN)
- Compagnon (JMN)
- Officier (KMN)
- Membre (AMN)
- Médaille, ajoutée en 1960 (PPN)

| Rubans    |            |                  |
| Médaille  | Membre     | Officier         |
| Compagnon | Commandeur | Grand commandeur |

## Récipiendaires notables
- Albert II, roi des Belges (1967).
- Rama X, roi de Thaïlande (2000).
- Abdallah ben Abdelaziz Al Saoud, roi d'Arabie Saoudite (2003).
- Victoria, princesse héritière de Suède (2005).
- Moza bint Nasser al-Missned, épouse de l'émir du Qatar (2010).
- Naruhito, empereur du Japon (2012).
- Masako, impératrice consort du Japon (2012).
- Khaled ben Mohammed ben Zayed Al Nahyane, prince héritier de l'émirat d'Abou Dabi (2023).